# Dolichopeza (Megistomastix) prattiana
Dolichopeza (Megistomastix) prattiana is een tweevleugelige uit de familie langpootmuggen (Tipulidae). De soort komt voor in het Neotropisch gebied.